# Pierre Migisha
Pierre Migisha, né à Louvain le 26 août 1971, est un homme politique, membre du parti Les Engagés et ancien commentateur sportif belge. 
Il a commenté principalement l'actualité du football à l'antenne des radios du groupe RTL Belgique. Il fut l'un des leaders de RTL Sport, et souvent rédacteur en chef. 
Depuis 2013, il est actif dans le football en tant qu'agent officiel de match, UEFA et puis FIFA. 

## Carrière professionnelle
Licencié en journalisme et communication, Pierre Migisha commence sa carrière comme pigiste pour La Libre Belgique, Canal + et le quotidien Le Soir.
De 1990 à 1998, il a été journaliste-reporter à RTL-TVI (news + sports TV, radio).
De 1998 à 2000, il devient Manager adjoint de la communication et porte-parole de l’organisation de l'Euro 2000.
De 2000 à 2009, il reprend ses fonctions de Journaliste-reporter à RTL-TVI (news + sports TV, radio et Internet).
De 2013 à 2015, il est agent de match officiel UEFA. Depuis 2015, il est agent de match officiel FIFA.

## Carrière politique
Début avril 2009, il entre en politique au cdH et est candidat aux élections régionales à Bruxelles et européennes du 7 juin 2009. Il a été élu au parlement de la Région de Bruxelles-Capitale avec plus de 3.400 voix, et est investi le 23 juin 2009 au Parlement bruxellois. À l'Europe, il a recueilli 25.912 voix.
En 2012, il se présente aux élections communales et provinciales à Anderlecht. Candidat sur une liste de cartel (cdH - PS - spA), il est élu conseiller communal avec 840 voix. En 2018, à la suite d'un déménagement à Koekelberg, il ne se représente plus.
De 2014 à 2019, il exerce la fonction de porte-parole de la Secrétaire d'État bruxelloise Bianca Debaets.

### Mandats politiques
- Député régional bruxellois depuis 2009 à 2014
- Conseiller Communal à Anderlecht de 2012 à 2018
- Conseiller Communal à Koekelberg de 2024 à ...